# Dumbrăvești (okręg Prahova)
Dumbrăvești – wieś w Rumunii, w okręgu Prahova, w gminie Dumbrăvești. W 2011 roku liczyła 749 mieszkańców.